# Гурков, Абрам Бенционович
Абрам Бенционович (Бенцианович) Гурков (1919, Лубны, Полтавская губерния — 1998) — советский архитектор, специалист по проектированию общественных зданий и сооружений, жилых комплексов. Заслуженный архитектор Российской Федерации (1996).

## Биография
Абрам Бенционович Гурков родился 24 января 1919 года в городе Лубны Полтавской губернии. Окончил МАРХИ в 1941 году.
После начала Великой Отечественной войны был призван в армию. С 1942 по 1943 год служил в должности рядового при авиакорпусе Главного управления истребительной авиации ПВО на Западном фронте. Был ранен. Окончил Ленинградскую военно-воздушную академию. Вышел в отставку в звании звании инженер-капитана.
С 1946 по 1962 год работал архитектором в Моспроекте-1. В 1962—1966 годах руководил мастерской № 18 Моспроекта-1. В 1966—1973 годах занимал должность руководителя мастерской № 15 Моспроекта-2. В 1974—1991 годах руководил мастерской № 10 Моспроекта-2.
Автор ряда проектов жилых и общественных зданий, посёлков, микрорайонов и других. Член Союза архитекторов СССР с 1947 года. Избирался депутатом райсоветов Кировского и Москворецкого районов Москвы.
Умер 27 марта 1998 года. Похоронен на Донском кладбище Москвы.

## Основные работы
- Советский павильон на выставке в Пхеньяне, Северная Корея (1959)[3][7]
- Жилые колмплексы в Дархане и Улан-Баторе, Монголия (1970-е)[3][7]
- Советское посольство в Улан-Баторе, Монголия (1970)[3]
- Реконструкция Павелецкого вокзала в Москве (1987, в составе коллектива)[3][2]
- Реконструкция гостиницы «Метрополь» в Москве (1991, в составе коллектива)[3]
- Комплекс многоэтажных жилых домов на Кутузовском проспекте (индивидуальный проект)[7]
- Жилой микрорайон Богородское[7]
- Многоэтажные жилые дома на Ленинградском проспекте[7]
- Многоэтажные жилые дома на проспекте Мира[7]
- Застройка Москворецкого района[7]
- Ряд мемориальных досок в Москве[8]

## Награды и звания
- Заслуженный архитектор Российской Федерации (22.04.1996)[5]
- Орден Отечественной войны II степени[1]